# Platyschineria cuthbertsoni
Platyschineria cuthbertsoni là một loài ruồi trong họ Tachinidae.